# Trachylepis madagascariensis
La mabuya malgache o Trachylepis madagascariensis es una especie de escincomorfos de la familia Scincidae.

## Distribución geográfica yhábitat
Es endémica de Madagascar. Su rango altitudinal alcanza más de 2000 m s. n. m..